# Antony Head
À ne pas confondre avec Anthony Head, acteur britannique.
Pour les articles homonymes, voir Head.
Antony Henry Head, 1er vicomte Head, né le 19 décembre 1906 à Londres et mort le 29 mars 1983, est un militaire, diplomate et homme politique britannique.

## Biographie
Deuxième de deux enfants, il est issu d'un milieu aisé, et scolarisé au collège d'Eton. Après une formation au Collège royal militaire à Sandhurst, il intègre le régiment des Life Guards. Il épouse en 1935 Dorothea Ashley-Cooper, fille du 9e comte de Shaftesbury ; le couple a quatre enfants, dont la dernière meurt en bas âge,,.
Il prend part à la Seconde Guerre mondiale, atteignant le grade de brigadier, et est décoré de la Croix militaire. Aux élections législatives de 1945, il est élu député de la circonscription de Carshalton, dans le sud du Grand Londres, avec l'étiquette du Parti conservateur. Lors de son premier discours à la Chambre des communes, il demande aux membres du gouvernement travailliste de Clement Attlee de « songer un peu moins au rouge de leurs cravates et un peu plus au rouge sur la carte » en matière de politique étrangère - c'est-à-dire de sauvegarder l'Empire britannique (représenté en rouge sur les cartes du monde) plutôt qu'appliquer une politique socialiste. Il suggère par ailleurs que « les Trois Grandes Puissances » (États-Unis, Union soviétique et Royaume-Uni) se rencontrent pour s'accorder sur leurs sphères d'influence respectives pour préserver la paix,,.
En 1946 il est fait commandeur de l'ordre de l'Empire britannique. Les conservateurs retrouvent le pouvoir en 1951, et Antony Head est nommé secrétaire à la Guerre dans le gouvernement de Winston Churchill ; il a ainsi la responsabilité ministérielle pour la participation britannique à la guerre de Corée. Il conserve ce poste jusqu'en 1956, lorsque le Premier ministre Anthony Eden le nomme ministre de la Défense,,.
Il quitte le gouvernement en janvier 1957 avec la démission d'Anthony Eden après la crise du canal de Suez, et est nommé en 1960 haut commissaire (ambassadeur) du Royaume-Uni au Nigéria nouvellement indépendant. À cette occasion, il est anobli, fait vicomte Head de Throope de la pairie du Royaume-Uni avec un siège à la Chambre des lords, quittant ainsi la Chambre des communes où il siège depuis quinze ans. Dans la foulée, il est fait chevalier commandeur de l'ordre de Saint-Michel et Saint-Georges en 1962, puis chevalier grand-croix de ce même ordre l'année suivante lorsqu'il quitte le Nigéria pour devenir haut commissaire du Royaume-Uni en Malaisie. Il occupe cette fonction jusqu'en 1966,.
Ce n'est ainsi qu'en 1966 qu'il s'exprime pour la première fois à la Chambre des lords. Lors de sa première allocution, il soulève la question de ce que devrait être la politique étrangère conjointe du Royaume-Uni et de ses alliés américain, australien et néo-zélandais en Asie du Sud-est, sur le long terme. Il appelle à une présence militaire des alliés occidentaux autour de (mais pas dans) la région, afin de rassurer les peuples d'Asie orientale face à une Chine maoïste imprévisible, sans pour autant inquiéter Pékin quant aux intentions des Occidentaux. Il ne participe aux débats à la Chambre des lords que de 1966 à 1968 ; sa dernière prise de parole concerne la guerre du Biafra au Nigéria. Exprimant son affection pour les Nigérians, il appelle les sécessionnistes du Biafra à ne pas s'entêter à une indépendance unilatérale, mais à négocier pour éviter la poursuite du désastre humanitaire de la guerre.
De 1968 à 1977 il est colonel commandant du 22e régiment Special Air Service, régiment des forces spéciales des forces armées britanniques qui a pris part à la lutte contre l'insurrection communiste malaise puis à la Konfrontasi, la guerre entre la Malaisie (soutenue par le Royaume-Uni) et l'Indonésie de 1962 à 1966. C'est sous son commandement que le régime participe clandestinement à la guerre du Dhofar, en soutien au gouvernement du sultanat d'Oman contre des forces séparatistes communistes,.
À sa mort en 1983, son fils Richard hérite de son titre de vicomte et de son siège à la Chambre des lords.